# Acrolophus schistodes
Acrolophus schistodes är en fjärilsart som beskrevs av Edward Meyrick 1913. Acrolophus schistodes ingår i släktet Acrolophus och familjen Acrolophidae. Inga underarter finns listade i Catalogue of Life.